# Aziz Bozkurt

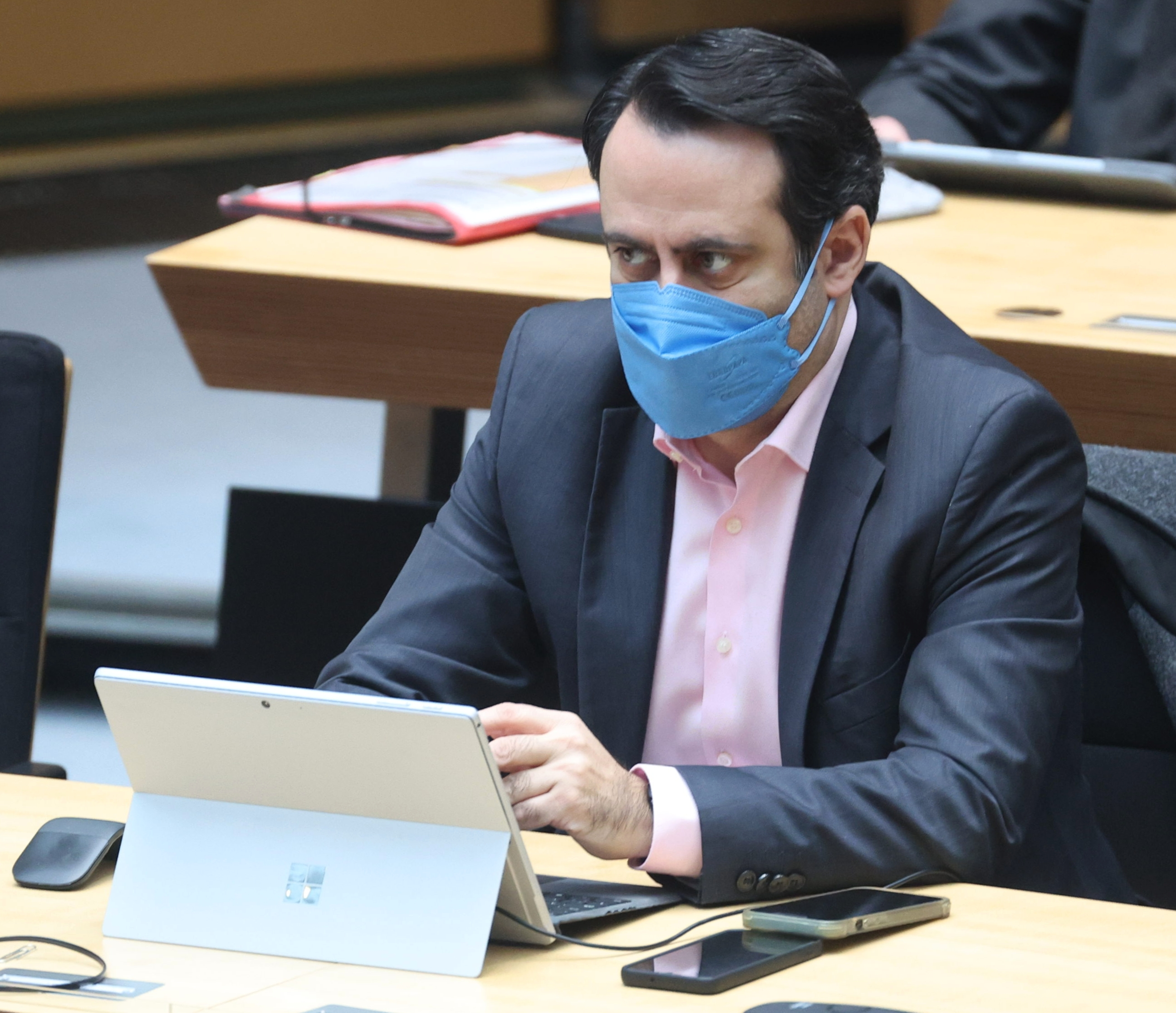
Aziz Bozkurt (2024)

Aziz Bozkurt (* 3. November 1981 in Bünde) ist ein deutscher Politiker (SPD). Er ist seit 2023 Staatssekretär für Soziales in der Berliner Senatsverwaltung für Arbeit, Soziales, Gleichstellung, Integration, Vielfalt und Antidiskriminierung. Davor war er von 2021 bis 2023 Staatssekretär in der Senatsverwaltung für Bildung, Jugend und Familie.

## Werdegang
Bozkurt bezeichnet sich selbst als ein „in einfachen Verhältnissen aufgewachsenes Arbeiterkind“ und als Kind einer alevitischen Familie mit Wurzeln in der Türkei.
Von 2002 bis 2006 absolvierte er ein Duales Informatik-Studium, welches er mit dem Abschluss als Dipl. Wirtschaftsinformatiker (FH) beendete. Von 2006 bis 2011 war er als Warehouse Entwickler bei einem Berliner E-Commerce-Unternehmen tätig. Seit 2011 ist er Head of Business Intelligence bei einem Berliner Start-up-Unternehmen.

## Politik
1998 trat Bozkurt in die Sozialdemokratische Partei Deutschlands ein; in den Jahren 1999 bis 2000 war er Mitglied im Bezirksvorstand der Jusos Ostwestfalen-Lippe. Von 2006 bis 2007 war er Mitglied im geschäftsführenden Kreisvorstand Hamburg-Nord, danach bis 2010 stellvertretender Landesvorsitzender der Jusos Berlin. Seit 2012 ist er Mitglied im Landesvorstand der SPD Berlin, zugleich übernahm er den Landesvorsitz der AG Migration und Vielfalt der SPD in Berlin. Seit 2015 ist er Bundesvorsitzender der AG Migration und Vielfalt in der SPD.
Am 24. Dezember 2021 wurde er zum Staatssekretär für Schuldigitalisierung, Jugend und Familie in der Senatsverwaltung für Bildung, Jugend und Familie ernannt. Im Zuge der Bildung des Senats Wegner wechselte er am 28. April 2023 unter Senatorin Cansel Kiziltepe (SPD) als Staatssekretär in die Senatsverwaltung für Arbeit, Soziales, Gleichstellung, Integration, Vielfalt und Antidiskriminierung. Dort ist er zuständig für Soziales. In seiner Funktion als Staatssekretär nahm er 2023 kommissarisch die Leitung des Landesamtes für Flüchtlingsangelegenheiten wahr.